# ミャンマー軍
ミャンマー軍（ミャンマーぐん、ビルマ語: တပ်မတော်、慣用ラテン文字表記: Tatmadaw、ALA-LC翻字法: tapʻ ma toʻ、IPA: [taʔmədɔ̀] タッマドー）は、ミャンマー（ビルマ）の国軍。
後述するように国軍の前身・ビルマ独立義勇軍（BIA）を養成したのが日本軍であることからり、「日本軍が国軍の生みの親」とも言われる。「愛国行進曲」や「歩兵の本領」などの日本の軍歌は、歌詞をミャンマー語に変えて、現在でも国軍の軍歌として歌われている。また国軍士官学校（DSA）や国防大学（NDC）の初期に使われたマニュアルはイギリスのもの、教官は日本軍の下で訓練を受けた者が多かったので、国軍は「日本的心を持った英国的組織」とも言われる。
国防省の統括の下、ミャンマー陸軍、ミャンマー海軍、ミャンマー空軍からなり、総兵力は陸軍（37.5万人）、海軍（1.6万人）、空軍（1.5万人）合わせて40.6万人と言われている。有事の際にはミャンマー警察軍や種々の民兵組織（ピューソーティー民兵）、国境警備隊を含めることもある。ASEANの国々の中では、ベトナム人民軍に次ぐ第2位兵力を誇る。陸軍中心で海軍・空軍の地位が低いというのが、国軍の特徴である。
国内に民族紛争を抱える事情から、対ゲリラ戦及び山岳戦を主任務とした軽歩兵部隊を主力としている。また、旧東西両陣営と距離を置き、1962年の軍事クーデター以降はいかなる軍事同盟も結ばなかったため、外国から大規模な軍事援助も行われておらず（わずかに米国から対麻薬作戦用として限定量の装備が供与された）、長年、軍備は貧相なものだった。しかし、1990年代以降は、中華人民共和国や旧東側諸国（ウクライナ、セルビアなど）、インド、イスラエル、北朝鮮等から主力戦車や歩兵戦闘車、自走砲、地対空ミサイルなどを新旧問わず大量購入し、機甲部隊や機械化歩兵部隊を新設して増強している。
同国では独立直後から少数民族の独立闘争やビルマ共産党（CPB）の反乱、さらに国共内戦に敗れた中華民国軍の侵入があり、一時は国家崩壊の危機に陥ったが、国軍の反転攻勢によって平野部では1960年代に支配権を回復した。以降、少数民族武装勢力や共産党の武装組織は山岳地帯を根拠地として闘争を継続、国軍も各少数民族地域に完全な支配権を確立するほどの決定力を持っておらず、膠着状態が続いた。しかし1990年代に入り、諸事情により少数民族武装勢力が弱体化。1990年代から2010年代にかけて国軍と各少数民族武装勢力との停戦合意が相次いだ。しかし2021年クーデター後は再び戦闘が活発化している。
後述するように、1988年以降、国軍は近代化・増強を進めてきた。しかし、それに留まらず、国軍は基地、防衛施設、商業企業、教育機関、医療センター、研究施設などの広大な人的・物的ネットワークを構築して、「国家内国家」の様相を呈しており、国民から独立した存在となっている。現在、軍人とその家族、強い支持者を含めた国軍関係者の人口は、約200万人、人口の4％を占めていると言われている。国軍幹部やクローニーと呼ばれる取り巻きの企業家たちは、自分たちが特別な責任と特別な権利を持つ特権階級だと考える傾向があるが、その一方で、末端の兵士たちの待遇は恵まれておらず、慢性的に士気が低く、脱走兵が多いと伝えられている。

## 名称

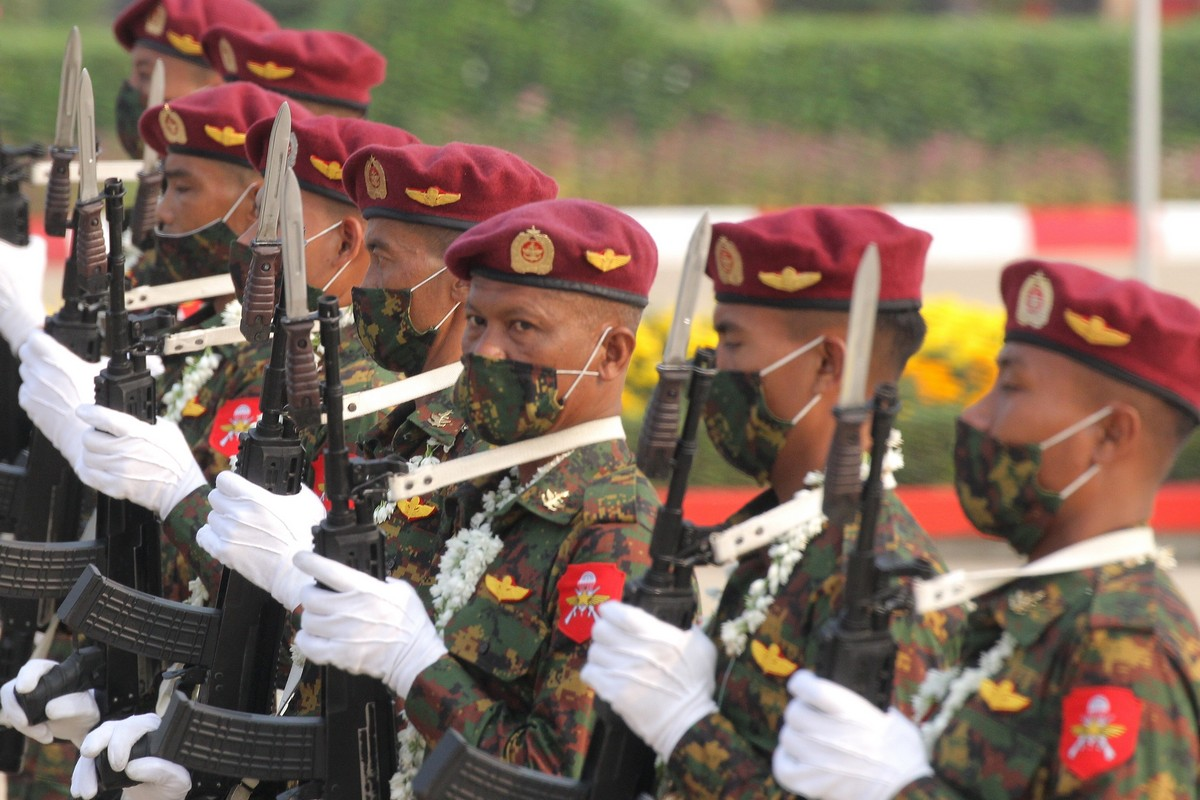
2021年3月27日国軍記念日のパレード。

「タッマドー（Tatmadaw）」という名称は、ミャンマー語で「王立軍」を意味する。現在、ミャンマーには王室はないため、「栄光」という意味と解されている。2021年のクーデター以降、この名称は国民の間では使用を控えられており、一般には単に「軍」を意味する「シッタ（Sit-Tat）」という言葉が使われている。日本の報道では「ミャンマー軍」「ミャンマー国軍」あるいは単に「国軍」と呼ばれることが多い。

## 歴史

### ビルマ王朝時代
9世紀から19世紀までのビルマ王朝の軍隊を王立軍という。王立軍とは、時系列順にパガン王朝、アヴァ王朝、タウングー王朝、コンバウン王朝の軍隊を指す。19世紀にイギリスに60年かけて敗れるまでの間、王立軍は東南アジアでも有数の軍隊であった。
王立軍は首都と宮殿を守る数千人規模の独立部隊と、より大規模な徴兵による戦時軍に分かれて組織される。徴兵は、戦時には地域の首長に管轄区域内の人口に基づき予め決められた数の兵を提供させる「ahmudan制」を基盤としていた。また戦時郡には戦象兵、騎兵、砲兵、水軍の部隊も含まれた。
火器は14世紀に中国から初めて導入され、何百年もかけて徐々に戦略へ取り入れられるようになっていった。ポルトガル製の火縄銃と大砲を装備した最初の特別部隊は16世紀に編成された。この特別火器部隊を除けば、通常の徴募兵に対する正式な訓練はなく、彼ら徴募兵は自衛のための基礎知識と、自前の火縄銃の操作習熟を期待されているだけであった。18世紀になって欧州列強との技術の差が大きくなるにつれ、軍は欧州から売り込まれる、より洗練された武器に依存するようになっていった。
王立軍は隣国の軍隊に対する防衛力は保っていたが、より技術的に進んだ欧州の軍隊への対抗力は劣化していった。 王立軍は、17世紀と18世紀にそれぞれ侵入したポルトガルとフランスを撃退したものの、19世紀に侵入した大英帝国の軍事力には及ばず、第1次、第2、第3次英緬戦争に敗れた。1886年1月1日、ビルマ王立軍はイギリス政府によって正式に解散された。

### 英領ビルマ(1885年 - 1942年)

#### 英領インド（ビルマ）軍
イギリス統治下のビルマでは、英植民地政府は、ビルマ人に対する不信感から、いかなる民族のビルマ人兵士も東インド会社の軍隊（そして後の英領インド軍）に採用することは避け、代わりに既存のインド人のセポイとネパール人のグルカ兵に新たな植民地へ駐屯させた。 英植民地政府はこの禁令を何十年も維持していたが、第一次世界大戦が勃発すると、費用対効果の面からインド人やネパール人をビルマに派遣するのではなく、現地でカレン族、カチン族、チン族を徴兵して、新しい植民地軍を編成することを模索した。彼らが選ばれたのは（１）狩猟を生業とする山岳民族で銃の扱いに慣れていた（２）キリスト教徒で英語が少々わかり、コミュニケーションが容易だった（３）安月給でもあまり不満を言わなかったという事情があった。そして1937年には、英植民地政府は禁令を取りやめ、少数ながらもビルマ人を英領インド軍に入隊させるようになった。
第一次世界大戦の勃発時、英領インド軍で唯一のビルマ連隊である第70ビルマライフル連隊は、カレン族、カチン族、チン族よりなる3個大隊で構成されていた。戦争中、戦時の要請により、英植民地政府は禁令を緩和し、第70ビルマライフル連隊にビルマ大隊を、第85ビルマライフルにビルマ中隊を、および7個ビルマ機械化輜重中隊を編成した。さらにビルマ族を中心としたビルマ工兵(Burma Sappers and Miners)3個中隊と、チン族とビルマ族による労働兵団(Royal Pioneer Corps)1個中隊も編成された。これらの部隊はすべて1917年に海外任務に派遣され、第70ビルマライフルが警備任務のためにエジプトに、ビルマ労働兵団はフランスに、ビルマ工兵の1個中隊はメソポタミアのティグリス川の渡河に派遣された 。しかし第一次世界大戦が終わると、英植民地政府はビルマ族兵士を雇うのをやめ、1個中隊だけ残して他はすべて解散させ、残った中隊も1925年までで廃止され、ビルマ工兵の最後のビルマ中隊も1929年に解散した。このようにビルマ族を軍隊から排除したのは、いずれ反植民地運動の担い手になる可能性がある彼らを武装化させることを当局が嫌ったためと言われている。
代わりに、インドの兵士やその他の少数民族がビルマにおける植民地軍の主力として用いられ、その植民地軍が1930年から1931年にかけてサヤー・サンが率いたようなビルマ族の反乱を鎮圧するために用いられた。1937年4月1日、ビルマは分離された植民地（イギリス連邦内の自治領）となり 、ビルマ族にも軍隊に加わる資格が与えられたが、ビルマ族はほとんど入隊しなかった。 第二次世界大戦が始まる前、イギリス統治下のビルマ軍は、イギリス人の将校団を除くと、人口の約13%でしかないカレン族、カチン族、チン族が、それぞれ27.8％、22.9％、22.6％を占め、ビルマ族はわずか12.3％だった。

#### タッ
このように英領インド（ビルマ）軍から排除されたビルマ族は、代わりに「タッ」（ミャンマー語で「軍隊」の意味）と呼ばれる私的な軍隊を結成して、軍事訓練を行った。最初に結成されたタッは、ウー・マウンジーという政治家が1930年に結成したイェタッ（勇敢な軍隊）である。アウンサンのわれらビルマ人連盟もビルマ・レッヨンタッ（Burma Letyone Tat）というタッを結成した。他にも大学の学生組合が結成したタンマニタッ（Thanmani Tat、鋼鉄軍）、ウー・ソーが結成したガロンタッ（Galon Tat）、バー・モウが結成したダマタッ（Dahma Tat）などがあった。彼らは銃器の携帯は許可されなかったが、竹槍などを使って大規模な軍事訓練を行い、デモ、ストライキ、選挙の際に用心棒の役割を果たした。また時折、揃いの制服を着て、ラングーン、マンダレー、パコックなどの大都市を行進した。イギリス当局もこの動きを容認し、のちにはイェタッをイギリス当局が設立したラングーン防衛義勇軍に再編したりした。この時代のタッの存在は、20世紀を通じてビルマの政治活動家、政治組織などが私兵団を組織する伝統を育んだとも言われている。

### 日本占領期（1943年 - 1945年）

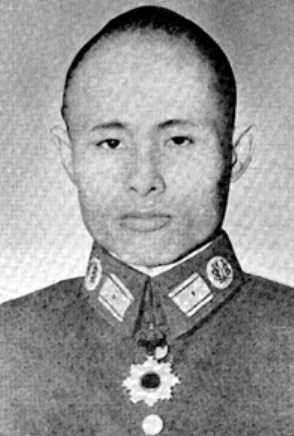
アウンサン

アウンサンらわれらビルマ人連盟（タキン党）のメンバーを中心とする30人の同志は、日本軍と同盟を組んで英植民地政府からの独立を果たすことを目論見、日本軍の特務機関・南機関の支援の下、 1941年12月、ビルマ独立義勇軍 (BIA)を設立した。そして1943年1月、ビルマ侵攻作戦に参与して、3月25日にはイギリス軍および英植民地政府官僚をヤンゴンから追放した。
しかし日本軍はビルマ独立の約束を反故にした。ただ英植民地政府にとってのインド軍のような存在がなかったため、治安維持を現地人に頼らざるをえず、BIAの規模を縮小してビルマ防衛軍（BDA）を再編した。BDAのメンバーは、このような日本軍の姿勢に憤慨しながらも、これを奇貨として軍隊の維持に注心し、共同生活や厳しい訓練を通じて、同胞意識とナショナリズムを育んだ。ただBDAのメンバーはほとんどビルマ族であり、少数民族との間に絆は生まれなかった。
|           | 地域                                         | 軍司令官                       | 政治顧問                        |
| --------- | -------------------------------------------- | ------------------------------ | ------------------------------- |
| 第1軍管区 | ピイ、ヘンザダ、インセイン、ターヤーワディー | アウンサン                     | タキン・バーヘイン（CPB）       |
| 第2軍管区 | ピャーポン、エーヤワディー・デルタ東部       | ネ・ウィン                     | タキン・ソー（CPB）             |
| 第3軍管区 | エーヤワディー・デルタ西部                   | ソー・チャドー（カレン族）     |                                 |
| 第4軍管区 | タウングー南部、ハンタワディ                 | チョーゾー（30人の同志）       | タキン・チッ（CPB）             |
| 第5軍管区 | ダウェイ‐ミェイク                            | ティントゥン                   | タキン・バーテインティン（CPB） |
| 第6軍管区 | ピンマナ‐メイッティーラ                      | ボー・イェトゥッ（30人の同志） | タキン・チョーニェイン（PRP）   |
| 第7軍管区 | タイェ- ミンブー                             | ボーム・アウン（30人の同志）   | タキン・ティンミャ（CPB）       |
| 第8軍管区 | 上ビルマ                                     | ボー・バトゥー                 |                                 |

そしてインパール作戦の失敗により日本軍の劣勢が決定的となった1944年8月、アウンサンは、これ以上の対日協力に意味はないと判断し、BNA、ビルマ共産党（CPB）、人民革命党（PRP、のちのビルマ社会党）の3勢力を結集して反ファシスト人民自由連盟（AFPFL、当初の名称は、反ファシスト機構《AFO》）を結成した。AFOは来たるべき抗日蜂起に向けて、ミャンマーを8つの軍管区に分割し、主にBNAのメンバーが軍司令官を担当し、CPB、PRPのメンバーが政治顧問を担当した。またミャウンミャ事件で亀裂が生じていたカレン族との融和を図るために、カレン族の多い第3軍区の軍司令官に、カレン族のソー・チャドーを任命し、カレン族だけからなるカレン大隊を1個結成した。さらに日本軍が結成したミャンマー・インド国境地帯のラカイン族からなるアラカン防衛軍（ADA）、チン族からなるチン防衛軍（CDA）とも密かに繋がり、連合軍側との協力体制も築いた。しかしその軍管区の範囲は英植民地政府が「管区ビルマ」と定めた地域に留まり、少数民族が多く住む「辺境地域」は含まれていなかった。また特殊作戦執行部（SOE）傘下の136部隊に編成され、辺境地域に活動していたカレン族、カチン族、チン族兵士との関係は、彼らが連合軍による反ビルマ族プロパガンダを信じていたこともあり、緊張を孕んでいたのだという。とにもかくにも1945年3月27日、アウンサンは日本軍への全面攻撃を開始し、同年5月1日、ヤンゴンは解放され、数か月後、日本軍はビルマから完全撤退した。

### 議会制民主主義時代（1948年 - 1958年）

#### 国軍内の分断
| 大隊              | 民族 / 軍隊構成                                                                                          |
| ----------------- | --- |
| 第1ビルマライフル | ビルマ族 (軍事警察 +アウンサンのビルマ愛国軍と連携したタウングーゲリラ集団の構成員）                     |
| 第2ビルマライフル | 2個カレン族中隊＋1個チン族中隊＋1個カチン族中隊                                                          |
| 第3ビルマライフル | ビルマ族 / 元ビルマ愛国軍 – 指揮官チョーゾー(Kyaw Zaw )少佐BC-3504                                       |
| 第4ビルマライフル | ビルマ族 / 元ビルマ愛国軍 – 指揮官ネ・ウィン(Ne Win)中佐 BC-3502                                         |
| 第5ビルマライフル | ビルマ族 / 元ビルマ愛国軍 – 指揮官ゼヤ(Zeya)中佐BC-3503                                                  |
| 第6ビルマライフル | 1947年後半にアウンサンが暗殺された後に編成された。ビルマ族 / 元ビルマ愛国軍 – 初代指揮官はゼヤ(Zeya)中佐 |
| 第1カレンライフル | カレン族 / 元英領ビルマ軍と元ビルマ予備軍                                                                |
| 第2カレンライフル | カレン族 /元英領ビルマ軍と元ビルマ予備軍                                                                 |
| 第3カレンライフル | カレン族 /元英領ビルマ軍と元ビルマ予備軍                                                                 |
| 第1カチンライフル | チンポー族 /元英領ビルマ軍と元ビルマ予備軍                                                               |
| 第2カチンライフル | カチン族 /元英領ビルマ軍と元ビルマ予備軍                                                                 |
| 第1チンライフル   | チン族 /元英領ビルマ軍と元ビルマ予備軍                                                                   |
| 第2チンライフル   | チン族/元英領ビルマ軍と元ビルマ予備軍                                                                    |
| 第4ビルマ連隊     | ビルマグルカ                                                                                             |
| チン丘陵大隊      | チン族                                                                                                   |

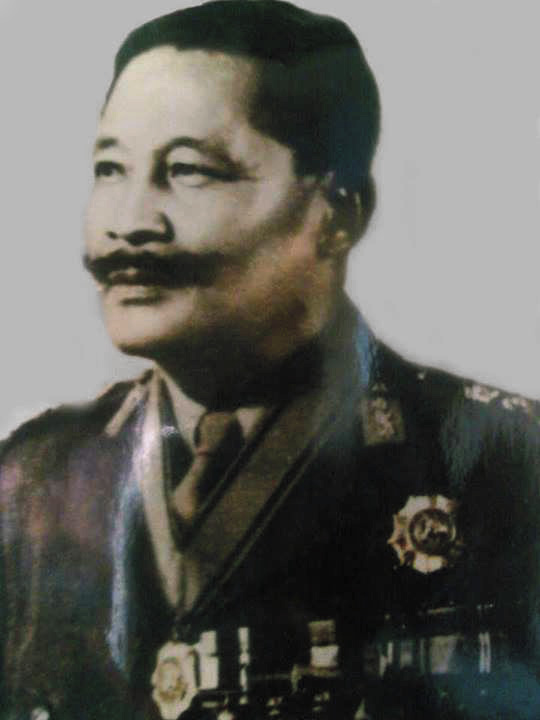
スミス・ダン

1945年9月のアウンサンと連合軍との間で結ばれたキャンディ協定に従い、英領ビルマ軍とビルマ愛国軍を統合して1万2,000人の兵力を擁するミャンマー軍（以下、国軍）が編成された。その将校団は、BNA改めビルマ愛国軍（PBF）の将校、英領ビルマ軍の将校、およびビルマ予備軍（ABRO）の将校たちで、アウンサンの提案で、国軍の各部隊は民族的背景に基づいた「階級大隊」に編成された。これはビルマ族部隊を手元に置いておくために、英植民地軍の伝統を逆手に取ったもので、独立当時の国軍には合計15個ライフル大隊があり、そのうち4個はPBF出身者で構成されていた。ただPBFから国軍兵士に採用された者はわずか5,200人だった。
| 官職                     | 氏名と階級                                    | 民族     |
| ------------------------ | --------------------------------------------- | -------- |
| 総参謀長（国軍総司令官） | 中将スミス・ダン BC 5106                      | カレン族 |
| 陸軍参謀長               | 准将ソー・チャドー（Saw Kyar Doe） BC 5107    | カレン族 |
| 空軍参謀長               | 中佐 ソー・シーショー（Saw Shi Sho） BAF-1020 | カレン族 |
| 海軍参謀長               | 中佐 キンマウンボー（Khin Maung Bo）          | ビルマ族 |
| 北ビルマ地区司令官       | 准将ネ・ウィン BC 3502                        | ビルマ族 |
| 南ビルマ地区司令官       | 准将アウンティン（Aung Thin） BC 5015         | ビルマ族 |
| 第1歩兵師団長            | 准将ソー・チッキン（Saw Chit Khin）           | カレン族 |
| 軍政総監                 | 中佐チョーウィン（Kyaw Win）                  | ビルマ族 |
| 法務総監                 | 大佐マウンマウン BC 4034                      | ビルマ族 |
| 主計総監                 | 中佐ソー・ドニー（Saw Donny）                 | カレン族 |

しかし、右図からもわかるとおり、新生国軍は、国軍総司令官・スミス・ダン以下 、人口比で圧倒的にビルマ族より少ないカレン族が国軍の要職を多数占めている組織で、実際、 1949年1月31日の司令官会議に出席した33人の上級将校のうち、9人はカレン族、4人はビルマ族、残りはその他の少数民族 (主にカチン族とチン族) という構成だった。当然、カレン族将校とビルマ族将校との間には対立があり、出自も民族構成も違う部隊を1つの軍隊に押し込むこの体制は「長期的には持続不可能」（M.P.キャラハン）なものであった。
さらに1947年1月のアウンサン＝アトリー協定と同時に結ばれたレッヤ・フリーマン協定（Let Ya-Freeman Agreement）によって、カレン族将校との結託が疑われるイギリス使節団（British Services Mission：BSM）が、国軍の軍事訓練と兵器調達を監督すると定められ、ビルマ族将校が実質BSMの指揮下に置かれたことも反発を生んだ。ただそのビルマ族部隊の中にも分断があり、第3、第5部隊はCPBと社会党（元PRP）の支持者が多かったのに対し、ネ・ウィン率いる第4部隊は社会党支持者が多く、「社会主義部隊」と呼ばれていた。しかしそれでもビルマ族将校にとって最大の敵はカレン族と親英派ビルマ族だった。
またアウンサンは、国軍に不採用になった元PBF兵士たちを再編して、人民義勇軍（PVO）というAFPFLの私兵組織を結成した。PVO兵士の多くは無法者で、独立時には約10万人に膨れ上がり、全国に支部があった。ビルマ族将校は、対カレン族将校のためにPVOを利用することを目論んでいたが、アウンサンの死後は統制が取れなくなり、賭博、売春、恐喝などの違法な経済活動に従事し、CPB支持者も増加して次第に手に負えない存在になっていった。

#### 独立直後の内戦

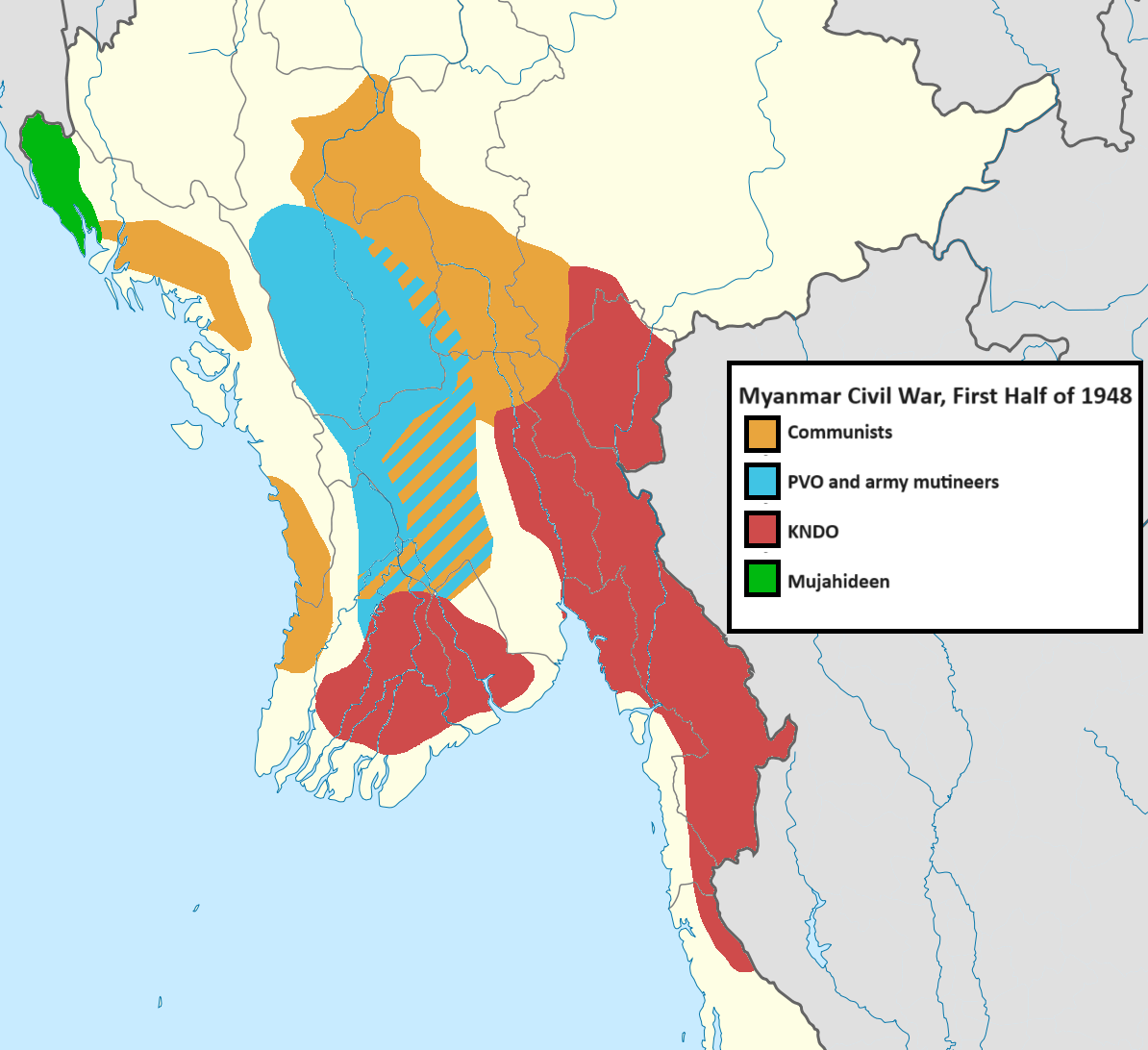
戦局図（1948年）

1948年1月4日、ビルマ連邦は独立した。しかしその直後の1948年4月2日、ビルマ共産党（CPB）が蜂起し、同年、カレン族のカレン民族同盟（KNU）が反乱を起こした。またPVOの共産党支持派、国軍内の共産党に同調した勢力が離反し、翌1949年には、カレンニー州やモン州でも小規模な武装組織が結成され、ラカイン州北部ではムスリムのムジャーヒディーンの乱が起き、ミャンマー全土が内戦状態となった。
このような状況下、国軍で指導的地位を占めていたカレン族将校はCPB掃討に注力し、逆にビルマ族将校はCPBと協力して他の反乱軍を掃討しようと試みた。元はと言えば、国軍のビルマ族将校もCPBの幹部も、タキン党、AFPFL、抗日運動の仲間だった。ビルマライフル部隊、連邦軍警察（UMP）、シッウンダンとカレン民族防衛機構（KNDO）などのカレン民兵との衝突が各地で生じ、1948年12月のクリスマス・イブに、タンニダーリ地方域・パローで、シッウンダンの部隊が、教会に手榴弾を投げ込んでカレン族キリスト教徒80人を殺害するという事件が起きるに及び、国軍内のカレン族部隊の多くがKNDO側に寝返った。1949年1月にはKNDOはヤンゴン郊外のインセイン郡区に侵入し、112日間そこを占拠した（インセインの戦い）。

#### 国軍の再編

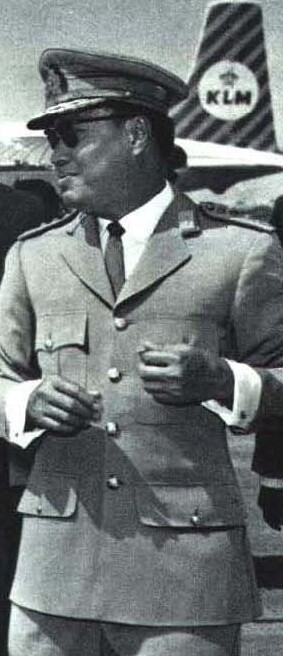
ネ・ウィン

この段になってようやくAFPFL政府もカレン族将校に見切りをつけ、同年1月30日、KNDOを非合法化して、スミス・ドゥン以下カレン族将校に「休暇」を与え、代わりにネ・ウィンを国軍総司令官に任命した。ネ・ウィンが最高司令官になった時点で、国軍兵士の半分が反乱を起こし、兵器の半分が失われ、反乱軍が計3万人以上の兵力だったのに対し、国軍はわずか2千人の兵力しかなく、国土の75％が反乱軍の手に落ちていたと言われる。ウー・ヌ政権はラングーン周辺の半径10km以内のみを実効支配するだけで、「ラングーン政府」と揶揄された。
ネ・ウィンはカレン族将校の他、親英派、忠実でない将校などの多くの同僚を排除して、その後釜に自身が隊長を務めていた国軍第4ビルマ・ライフル部隊出身者を据えたちなみに独立の英雄として名高い30人の同志が、現在の国軍の礎を築いたとと思われがちだが、新生国軍に残ったのはネ・ウィン、チョーゾー（Kyaw Zaw）、ボー・バラ（Bo Bala）の3人だけだった。そのチョーゾーにしても1957年に失脚してCPBに参加しており、残りのメンバーも、その多くがのちに反政府運動に転じている。ボー・ラヤウン（Bo La Yaung ）とボー・タヤ（Bo Taya）はPVOの反乱に参加、ボー・ゼヤ（Bo Zeya）、ボー・イェトゥッ（Bo Ye Htut）、ボー・ヤンアウン（Bo Yan Aung）はCPBに参加、ボー・レッヤ、ボー・ヤンナイン（Bo Yan Naing）、ボー・ムーアウン（Bo Hmu Aung）、ボー・セチャ（Bo Setkya）は、ウー・ヌの議会制民主主義党（PDP）に参加した。8888年民主化運動の際には30人の同志の生き残り11人のうち9人がネ・ウィンを糾弾し、デモへの参加を呼びかけた。このようにアウンサンスーチーが「父の軍隊」と呼んだ国軍は、アウンサンが率いた国軍とはまったく異質のものだった。
またネ・ウィンは、社会党のネットワークを生かして、シッウンダンという民兵組織を各地に組織し、ネ・ウィンの腹心・アウンジーが指揮官となった。この人事は国軍のカレン族将校たちには挑発行為と受け取られた。シッウンダンは18地区で編成され、そのうち6つはKNDOの拠点、10はCPBまたはPVOの拠点に配備され第4ビルマライフル部隊と第5ビルマライフル部隊の97人の兵士が彼らの指導のために派遣された。1949年までにシッウンダンは26大隊に1万3,000人にまで拡大した。さらにカチン・ライフル部隊を3個大隊から6個大隊に増設して、シャン・ライフル部隊とカレンニー・ライフル部隊を新設した。これによって1949年2月の時点で6個大隊・約1万5千人しかいなかった兵力は、1953年までに41個大隊に拡大し、その兵力も1955年までに約4万人に達した。またイギリスとインドは1000丁の小火器をビルマ政府に提供し、さらにイギリスはオーストラリア、パキスタン、スリランカといった英連邦諸国に、ビルマ政府に対して600万ポンドを融資させた。ウー・ヌの要請に応じて、アメリカも沿岸警備隊の元巡視艇10隻を提供した。全国各地で地方名士たちが国軍のために寄付金を募り、ウー・ヌ夫人・ドー・ミャイーは、軍人の福祉を担うグループを組織し、食料品などを携えて前線を回った。その甲斐あって、1950年頃には反乱は一旦沈静化した。
一方、反乱鎮圧の際にネ・ウィンは、現場の地方司令官たちにかなりの自由裁量を与えていた。地方司令官たちは住民から軍費を徴収して兵器を購入し、徴兵した新兵に軍事訓練を課した。しかし反乱が沈静化しても、地方司令官たちは一度手にした利権を手放そうとはせず、野党化して略奪やアヘン取引に手を出すようになった。ただ地方司令官たちにしても、兵器・弾薬の不足、軍事訓練の不足、食料の不足、給料の遅配、著しく低額な死亡慰謝料などの不満を溜め込んでおり、ネ・ウィンはこれらの問題を解決すべく、1950年、1951年、1952年の司令官会議でこの問題をたびたび議題に取り上げ、参謀本部と地方司令官の関係修復を図った。その甲斐あって、1952年の会議後には、地方司令官たちは参謀本部を自分たちの「首領」として敬意を払うようになったのだという。

#### 中国国民党軍の侵攻

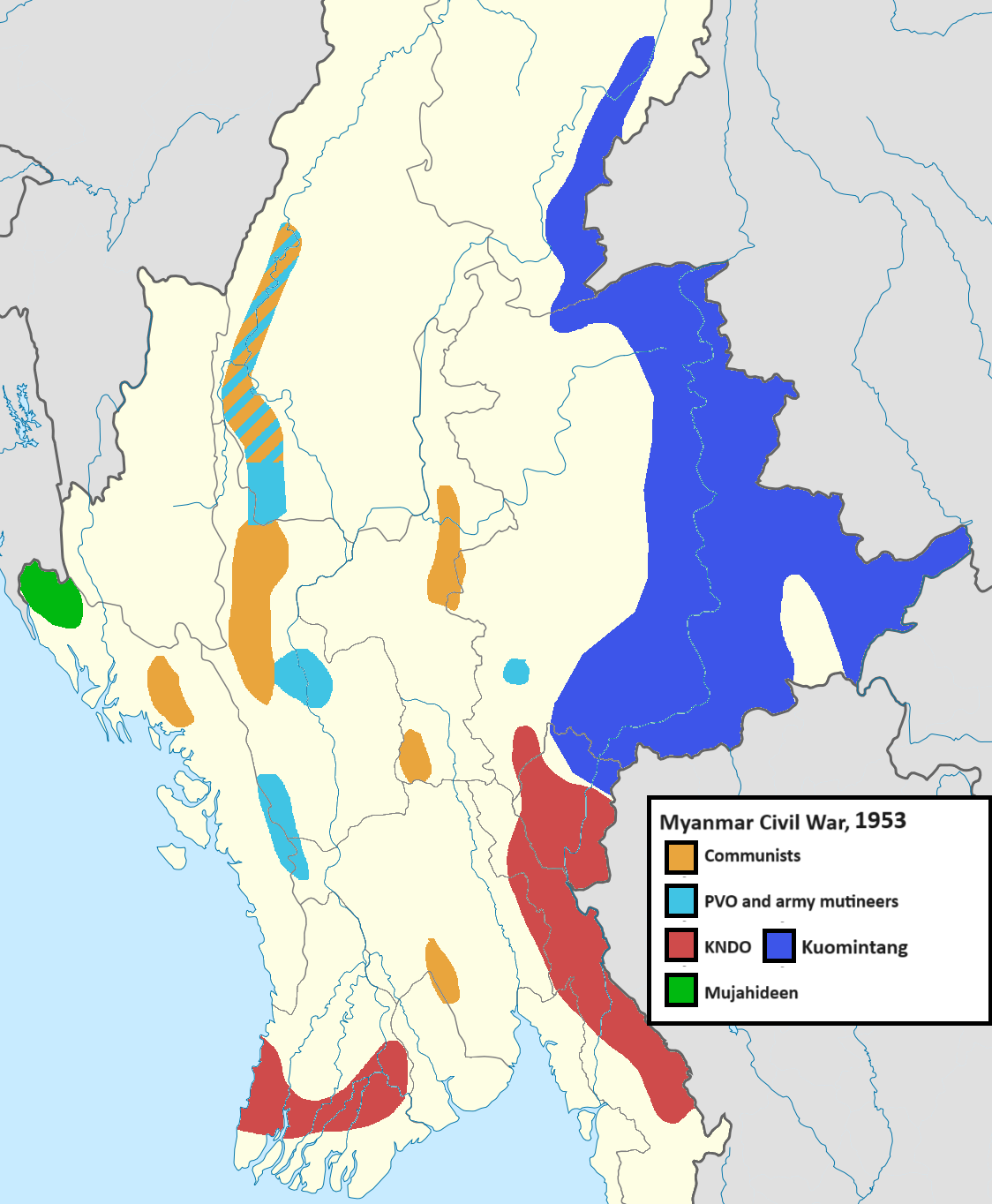
戦局図（1953年）青色が中国国民党。

しかし、ここで重要な転機が訪れた。1950年1月、国共内戦に敗れた中国国民党軍（KMT、泰緬孤軍）がシャン州に逃れてきた。当初は小規模だったが、その後着実に増加し、1952年2月には1万2,000人にも上った。CIAの支援を受けた彼らの目的は、雲南省に再侵入して中国共産党から中国を奪還することだったが、1952年の2度にわたる奪還作戦が失敗に終わると、シャン州に根を下ろしアヘン取引に手を染めるようになった。
政府および国軍は、KMT掃討を名目に中国共産党がシャン州に侵攻すること、アメリカが1950年に勃発した朝鮮戦争のためにシャン州に第二戦線を築くことを恐れ、1950年6月にシャン州の一部に戒厳令を敷き、その範囲を徐々に拡大した。ただ実際は、ケントン（現チャイントン）などKMTの根拠地に近い場所には戒厳令は敷かれておらず、当時、封建的支配権をめぐって争っていた現地の首長（ツァオパー）を牽制する動きだったとも言われる。いずれにせよ、シャン州の行政を担ったのは国軍で、いわば初の軍政と言えるものだった。しかし、国軍は現地で「まるで占領軍のように」振る舞ったので、これがビルマ族とのファースト・コンタクトだったシャン族の人々の対ビルマ族感情は大幅に悪化した。
さらに国軍は1950年から1952年にかけて、断続的にKMTに攻撃を加えたが、現地人の協力を得られなかったこともあって苦戦し、 1953年2月には「ナーガナイン（勝利の龍）」作戦と名付けた大規模な攻撃を加えたが、火力に勝るKMTの前に惨敗を喫した。

#### 国軍の強化
このように対KMT作戦の失敗した国軍は、軍事計画参謀（Military Planning Staff：MPS）という組織を設立して、国軍を中央集権的組織に再編すべく改革に乗り出し、中国を仮想敵国に想定した軍事ドクトリンを策定した他、以下のような改革に着手した。
- 人材育成：1955年に国軍士官学校（DSA）、1958年に国防大学（NDC）（1958年）などの教育施設を設立し、留学にも力を入れ、サンドハースト王立陸軍士官学校などイギリス、アメリカ、オーストラリアの名門士官学校に多数の将校を留学させた[51]。
- 兵器増強：当時、兵器はインド、イギリス、イスラエルなど様々な国から調達していたが、フリッツ・ヴェルナー（Fritz Werner）という西ドイツの小さな兵器会社と提携して自前生産に乗り出し、ヤンゴン郊外に工場を設立して兵器を生産し始めた[52]。
- 陸軍心理戦局：国民、反乱分子、共産党支持者に対する心理戦を遂行するために、1952年に陸軍心理戦局（The Psychological Warfare Department）を設立した。メンバーには元CPB党員も採用し、その規模を着実に拡大。国防省歴史研究所の設立、文化祭、ラジオ番組、全国的な反共ビラ配布など多くのプロジェクトを手がけた。また反共雑誌『ミャワディ[注釈 10]』を創刊し、さらに国軍の考えを国民に伝えるために1955年には日刊紙『ガーディアン』を創刊した。創刊者は8888民主化運動の際にビルマ社会主義計画党（BSPP）議長・大統領に抜擢された法律家のマウンマウン、編集長はミャンマーを代表するジャーナリストで、のちにAP通信記者も務めたセインウィン（英語版）である[53][54]。
- 軍事情報局（MIS）：1958年に軍事情報局（Military Intelligence Service：MIS）を設立した。MISのスパイは反政府活動家の家族、少数民族武装勢力などどこにでも潜み、また民間人だけではなく軍人、国内だけではなく海外に亡命した反政府活動家も監視対象として、海外の諜報機関ともつながっていた[55][56]。
- 国防サービス研究所（DSI）：将校・兵士とその家族の福利厚生を図り、忠誠心を高めるために国軍はビジネスにも乗り出し、1951年、国防サービス研究所（The Defence Service Institute：DSI）を設立した。他にも、デパート、銀行、ホテル、水産業、鶏肉流通業、建設、バスなどの事業にも進出した[57]

この一連の改革により、国軍は単なる軍隊から「国家と世界、国家と市民、消費者と供給者の間の仲介者」へ変貌し、「国家建設者となる道を歩み始めていた」（M.P.キャラハン）。

#### 文民との対立
MPSを設立して、後述するように国軍に対する文民統制を弱めたことにより、国軍は毎年200人規模で開催される司令官会議によって、物事を効率的に進めていけるようになった。1950年代に国軍幹部は頻繁に外遊して知見を広めたが、彼らは「人口1,800万人で、ビルマ連邦のように多くの民族的実体と5つの国家による1つの社会的統一体と国家を形成し、活発で顕著な社会主義経済路線により社会経済発展の段階にあり」「独立時の愛国的ゲリラ活動という軍隊のルーツを保持して、外国からの侵略に耐えうる常備軍を構築し」「その規模と人口の割に、独立を守るためのもっとも準備の整った国となった」とユーゴスラビアをモデルとした。
軍人と文民両方が出席する司令官会議の議題は、軍事問題のみに留まらず、経済、地方自治、教育と広範に及んだが、しばしウー・ヌ以下文民と激しい意見の衝突が生じた。軍人たちの目には、政治家になった、かつての大学自治会の、抗日運動、独立運動の戦友たちは、私利私欲のために政争に明け暮れる不届き者にしか映らなくなっていたようである。
1958年には陸軍心理局が『国家イデオロギーの防衛』（翌年『国家イデオロギーと国軍の行動指針』に改題）を発表した。その内容は（１）社会の平和と法による統治（２）民主主義の発展（３）社会主義経済体制の確立というもので、1948年憲法の焼き直しであるが、国軍が政治介入への意欲を最初に示したものとされている。

### 選挙管理内閣（1958年 - 1960年）

#### 国民は国家の敵
そしてついに軍人と文民が衝突した。独立後のミャンマーの政治は、AFPFLが圧倒的多数与党を占めていたが、1957年にウー・ヌの清廉派AFPFLとバー・スエらビルマ社会党のメンバーからなる安定派AFPFLに分裂した。数的に劣っていたウー・ヌの清廉派は最大野党の左派勢力・国民統一戦線（NUF）を取り込むために左傾化を余儀なくされ、1958年6月24日、政府は（１）全反乱軍に対する恩赦（２）CPBを含む全政党が参加する国民会議を開催し民主主義憲章に署名すると発表したが、これはCPBを宿敵と見なす国軍には受け容れられないことだった。また同年9月1日に開催された清潔AFPFL全国大会の席で、内務大臣のボー・ミンガウン（Bo Ｍin Gaun）が「国軍は全人民の敵ナンバー１」と発言し、国軍が猛然と反発、ヌが釈明に追われる事態となった。そしてこの一連の動きに反発して、国軍北部軍管区司令官・アウンシュエがクーデターを計画。これを察知した政府は連邦軍警察、村落自衛団、森林警備隊をヤンゴン市内の各所に配置した。ちなみに国軍の参謀本部と南部軍管区司令官はクーデターに反対しており、このままでは国軍と連邦軍警察の対決、ひいては国軍内の分裂は避けられない事態となった。そこで当時国軍の実力者だったアウンジー准将とマウンマウン博士が事態の収束に奔走し、結果、北部軍管区がクーデターを起こす前に、1959年4月に選挙を実施することを条件にヌがネ・ウィンに合法的に政権を移譲することで決着し、同年10月28日、ネ・ウィンが首相に就任し、ネ・ウィン選挙管理内閣が成立した。
そして選挙管理内閣が成立した直後の10月20日・21日、国軍は『憲法に関する考察』と題された論文を発表した。その内容は、「有権者は全般的な無関心」に陥り、反乱軍の「巧みなプロパガンダに翻弄される」状況にあり「大衆は、利己主義、個人的利益、いかなる犠牲を払ってでも生存や生存を続けるという、一般的にあまり高い基準に達しない本能だけに支配されている」と国民を国家の潜在的敵と見なすものであった。

#### 国家統治のレッスン
選挙管理内閣に成立して、軍人のポストが大幅に増加したことにより、参謀将校と野戦将校の緊張関係が一時的に緩和された。政府の主要官庁の主要ポストに国軍将校が配置され、彼らの多くは初めて行政経験を積んだ。またこの期間、DSIが大幅に拡張されて国内最大のビジネス組織となり、兵士たちは副業や融資を認められ、生活水準が大幅に上がった。選挙管理内閣は物価引き下げ、行政改革、ヤンゴンの美化、シャン州やカレンニー州の伝統的首長の特権廃止、中国との国境画定などそれなりに業績を上げたが、ココ島の強制収容所建設、執拗な反共宣伝工作、メディア規制など国軍の統治はあまりにも性急かつ厳格であったため国民には不評で、ネ・ウィンはこれ以上国軍の評判が傷つくのを嫌って、約束から少し遅れて政権を民政移管した。1960年2月に実施された総選挙ではウー・ヌの連邦党が大勝利を収めた。
ちなみに1960年頃からネ・ウィンは政治学の講座を開講して、国軍の将校たちに受講させるようになった。『国家イデオロギーと国軍の行動指針』、のちに『ビルマ社会主義への道』、BSPPの綱領・『人と環境の相互作用の原理』を執筆したウー・チッフラインがカリキュラムを作成し、将校や公務員が講師となり、客員教授として大学教授、ジャーナリスト、劇作家を招き、マルクス・レーニン主義、プロパガンダ技術、経済政策立案、心理戦の理論と応用などについて講義した。ネ・ウィンは「国軍のメンバーは政党活動には関与してはならないが、政治学を理解していなければならない。また、憲法を守らなければならない」と述べたと伝えられている。

#### クーデター
しかし、連邦党政権も派閥争いが激しく、安定しなかった。一方、国軍内でも1961年2月、CIAとの関与が疑われたマウンマウンが失脚し、同時期、9人の旅団司令官と南部地方司令官が更迭された。その直後、北部および南部の2司令部制が廃止されて5つの師団司令部が創設され、さらにアラカン、カチン州、ナガ丘陵、チン丘陵に4つの独立旅団が創設され、これらすべてが国防省（旧陸軍省）の直接管理下に置かれた。この再編は強力な北部・南部司令部を解体して、ネ・ウィンの下に国軍の権力を集中する意図があったと言われている。
1962年3月2日、ネ・ウィンはクーデターを決行し、ウー・ヌ以下各閣僚、ヤンゴンで開催されていた連邦セミナーに出席していたシャン州とカレンニー州の議員たちを拘束した。ネ・ウィンがクーデターを起こした理由については、シャン州の土侯たちが中心になって展開していた「真の連邦制」を求める運動が、連邦分裂をもたらしかねないと危機感を抱いていたためとも言われている。

### 社会主義時代（1962年 - 1988年）

#### 第4ビルマ・ライフル部隊政権
| 役職 | 名前         | 階級（軍種） | ポスト                 |
| ---- | ------------ | ------------ | ---------------------- |
| 議長 | ネ・ウィン   | 将軍（陸軍） | 国軍総司令官           |
| 議員 | アウンジー   | 准将（陸軍） | 陸軍参謀次長           |
| 議員 | タンペ       | 准将（海軍） | 海軍参謀次長           |
| 議員 | Ｔ.クリフ    | 准将（空軍） | 空軍参謀次長           |
| 議員 | ティンペ     | 准将（陸軍） | 国軍司令部兵站局長     |
| 議員 | タンセイン   | 大佐（陸軍） | 国軍司令部陸軍高級参謀 |
| 議員 | チョーソー   | 大佐（陸軍） | 国軍司令部人事局長     |
| 議員 | チッミャイン | 大佐（陸軍） | 国軍司令部副兵站局長   |
| 議員 | キンニョー   | 大佐（陸軍） | 国軍司令部訓練局長     |
| 議員 | フラハン     | 大佐（陸軍） | 国軍司令部医務局長     |
| 議員 | サンユ       | 准将（陸軍） | 西北軍管区司令官       |
| 議員 | セインウィン | 准将（陸軍） | 中央軍管区司令官       |
| 議員 | タウンチー   | 大佐（陸軍） | 東南軍管区司令官       |
| 議員 | チマウン     | 大佐（陸軍） | 西南軍管区司令官       |
| 議員 | マウンシュエ | 大佐（陸軍） | 東部軍管区司令官       |
| 議員 | ソーミン     | 大佐（陸軍） | 国境地域行政官         |
| 議員 | タンユサイン | 大佐（陸軍） | 人民警察副長官         |

クーデターを起こしたネ・ウィンは国会を解散、1947年憲法の停止、ウー・ヌ以下主要閣僚を逮捕・拘束して、ビルマ連邦革命評議会を設立した。そして『ビルマ社会主義への道』を発表し、ビルマ社会主義計画党（BSPP）を結成して一党独裁と国有化を特徴とする社会主義国家の建設を目指した。しかし、BSPPが本格始動するのは1971年からであり、それまでは革命評議会に実権があった。その構成は、1962年時点の陸軍12万人、海軍3000人、空軍2500人という兵力を反映して、陸軍の圧倒的優位だった。
国軍はネ・ウィンの権力の源泉であるとともに脅威でもあった。ゆえに革命評議会には側近とともに、実際に戦場で反乱軍鎮圧に当たっている地方司令官を採用し、他にもBSPPや国家評議会、大臣、副大臣、人民評議会などの行政の要職に国軍将校を配置して、その懐柔を図った。また革命評議会は、ネ・ウィンが率いていた第4ビルマ・ライフル部隊出身者が多く、「第4ビルマ・ライフル部隊政権」とも呼ばれていた。革命評議会No.2だったアウンジー、ネ・ウィンの片腕だったティンペー（Tin Pe）、チョーゾー（Kyaw Soe）、8888年民主化運動の際に17日間だけ大統領を務めたセインルイン、1976年から1985年まで国軍総司令官、1976年から1988年まで国防相を務めたチョーティン（Kyaw Htin）、1988年にBSPPから改名した国民統一党（NUP）初代党首・ウー・タギャウ（U Tha Gyaw）、ネ・ウィンの専用コックで、強大な権力を有したラジュー（Raju）というインド人、皆、第4ビルマ・ライフル部隊出身だった。

#### 党による国軍の統制
ネ・ウィン時代は、BSPPによる国軍の統制を絶えず図っていた時代だった。ネ・ウィンはBSPPを真の人民政党にすべく、中央政治学大学を設立して党人を要請し、徐々にBSPPの要職における軍人の比率を下げ、党と国軍の分離を図ったが、結局、軍務組の巻き返しにあって失敗した。またBSPPによる国軍の統制を強化するため、国防省に党中央委員からなる国軍党委員会が設置された他、参謀本部、軍管区司令部、師団司令部、軍地区、駐屯基地、基地司令部、大隊、部隊レベルで党組織化委員会が設置したが、これらの委員会は現役将校だけから構成され、コミッサール制は採られず、その効果は限定的なものに留まり、むしろネ・ウィンが国軍を統制するものとして機能した。総じて、ネ・ウィン時代のミャンマーは、現在にも通じる国家が国軍に従属する関係が深化した時代だった。

#### 国軍の強化
国内の反乱を鎮圧しない限り、外国の侵略を受けるという危機感を抱いていた国軍は、（１）外国勢力対策（２）国内反乱対策から成り立つ新しい軍事ドクトリンを採用した。（１）は人民戦争理論、（２）はゲリラ戦術であり、その際、反政府勢力の食糧・資金・情報・徴兵を絶ったうえで、根拠地を攻撃する四断作戦（four cuts）が採用された。また国軍は陸軍参謀本部直轄の軽歩兵師団（LID）という精鋭部隊を編成して次第にその数を増やしていき、軍管区も2→5→9、兵力もクーデター当時10万人前後だったものが、1974年までに15万人、1980年には18万人と次第に増加していった。ただし反乱軍を国境地帯に追い込んだことから、国軍上層部は反乱鎮圧に関心を払わなくなり、国防予算は据え置かれ、現場の将校・兵士たちの不満は溜まっていった。

### SLORC/SPDC時代（1988年 - 2010年）

#### 現役将校軍政

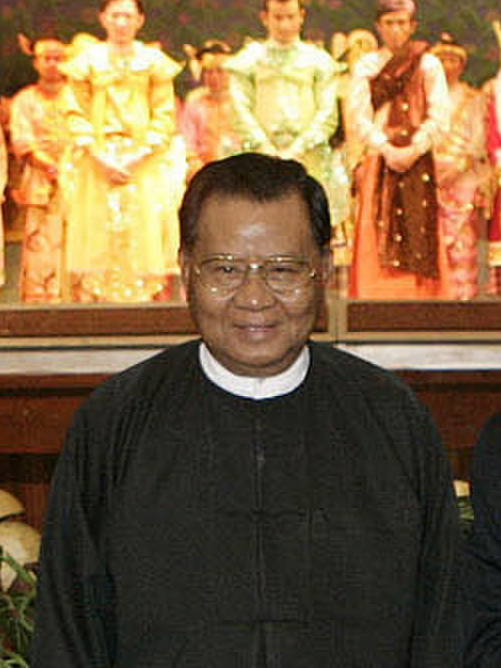
タンシュエ

1988年9月、8888民主化運動による混乱を機に、国軍はクーデターを起こし、憲法も議会も停止して、国軍幹部19人からなる国家秩序回復評議会（SLORC）が設置され、ソウマウンが議長の座に就いた。比較的若い現役将校ばかりからなるSLORCは、（１）連邦分裂阻止（２）諸民族分裂阻止（３）国家主権堅持という3つの国家的大義を掲げ、国名も「ビルマ連邦社会主義共和国」から「ビルマ連邦」、そして「ミャンマー連邦」に変更した。そして「民主派」という新しい脅威に対する危機感から、経済の自由化、少数民族武装勢力との停戦合意、など意欲的に国家体制の立て直しを図った。1998年にはSLORCは国家平和発展評議会（SPDC）に改組し、タンシュエが議長となった。
SLORCもSPDCもメンバーは全員国軍幹部で、SLORC/SPDCの他に設けられた内閣のメンバーもほとんどが現役将校、退役将校の影が薄いのはBSPPとの違いだった。また兼任も多く、ソウマウンは国軍総司令官、SLORC議長、首相を兼任し、タンシュエも国軍総司令官、SPCD議長、首相を引き継いでいた。意思決定の透明性が低く、スピードが遅いのが特徴で、通常、軍人がクーデターを起こした政権を獲った後は、徐々に文民が政権入りするケースが多いところ、SLORC/SPDCは軍人中心の体制が20年以上も続くという世界的にも稀有な例だった。

#### 国軍の強化
アウンサンスーチー率いる国民民主連盟（NLD）の「民主派」という新しい脅威の出現により、国軍は、強大な外敵にも正規戦で対抗しうるよう、人民戦争ドクトリンを保持しつつ軍備の増強を図る「現代的条件下での人民戦争」という新ドクトリンを策定して、国軍はKMTの脅威と対峙して以来の国軍の強化に乗り出した。中西嘉宏は、この動きを「叩き上げの軍人たちによる、1988年までの国軍軽視に対する反動」と評している。
- 兵力拡大：陸軍の特別作戦部を2から6、軍管区を9から13、歩兵師団を8から10に拡大し、1988年から1999年の間に国軍の兵力は20万人から40万人に増加した。ただこの時期の拡大は、1962年ごろと違ってビルマ族仏教徒中心の採用に偏っており、かつてあった国軍の多様性は失われた[51]。またこの際、地方司令官に大幅に権限を移譲し、その活動地域におけるすべての政治・経済問題に対する事実上の権限を与えた。この権限を利用して、地方司令官たちは莫大な富を築き上げたと言われている[83]。さらに国防省情報局（DDSI）についても1991年までに新しい部隊を9つ新設し、これまで限定的だった海外での活動を拡大し、特に民主派が多数亡命しているタイでは外交官、情報提供者、メディアとの間の広範なネットワークを築いた[55][84]。また正規兵だけではなく、退役軍人、軍人の妻や家族、志願した若者たちには随時軍事訓練が施され、国軍系大衆運動組織・連邦団結発展協会（USDA）、消防団、警察、赤十字、非政府組織（医師会、母子福祉協会）なども補助部隊として組織された。総じてこの時期の急速な兵力拡大は、兵士の質の低下をもたらしたと指摘されている[85]。
- 兵器増強：ずっと独立期の古い兵器を使用していた国軍だったが、この時期には諸外国から、装甲車、大砲、対空兵器、ヘリコプター、戦闘機、地対空ミサイルなどの最新兵器を購入した。主な購入先は中国で、1987年から1997年の間にミャンマーが輸入した13億8000万ドルの兵器のうち、実に80%が中国製となった。またこれまで軽視してきた海軍、空軍も強化した[51]。
- 人材育成：1962年のクーデター以降、欧米の名門士官学校への留学は激減していたが、この時期には留学を復活させて、中国、ロシア、インド、パキスタン、シンガポール、マレーシア、ユーゴスラビアなどさまざまな国に多数の将校を派遣した。また大学が民主派の温床となっていたことから、自前で人材育成をしようという機運が高まり、多数の国軍系教育・訓練期間を設立した[5][5]。
- ビジネス：1990年にはミャンマー・エコノミック・ホールディングス（英語版）（MEHL）の前身・ミャンマー連邦経済持株会社 (UMEHL) 、1997年にはミャンマー経済公社（英語版）（MEC）という国軍系企業を設立し、傘下に鉄鋼、セメント、大理石、砂糖、メタノール、石炭、ビール、貿易、金融など多数の企業を置いて莫大な利益を上げ始めた。これらの企業群は国防予算とは別の国軍の貴重な収入源となると同時に退役軍人の出向先となり、国軍の重要な「利権」となった[86]。

#### 停戦合意
少数民族武装勢力と民主派の同盟を恐れた国軍は、90年代に多数の少数民族武装勢力と停戦合意を結んだ。その甲斐あってこの時期は独立後のミャンマーでもっとも平和な時期となったが、皮肉にも将校・兵士の戦闘経験が不足するという結果をもたらした。
ただ2008年憲法第338条「兵器を保持するすべてのミャンマー国内の武装組織は、国軍の指揮下に置かなければならない」にもとづいて行われた、少数民族武装勢力の国境警備隊（BFG）への編入は、カチン新民主軍（NDA-K）、カレンニー民族人民解放戦線（KNPLF）、民主カレン仏教徒軍（DKBA）を除いて失敗した。国軍将校の天下り先としては、BSPPはなくなってしまったが、行政機関やMEHL・MECやなどの国軍系企業の主要ポストや、民政移管時には上下院議員や地方議会の軍人枠、USDPの議席を将校に充てがい、人事を円滑に進めた。
こうした中でも民政移管への準備は進められ、2008年には新憲法の国民信任投票が行われ、92.45％の賛成票を得て採択された。2010年11月7日、新憲法にもとづく総選挙が実施され、スーチー率いる国民民主連盟（NLD）の不参加もあって、国軍の中堅将校が主要メンバーの連邦団結発展党（USDP）が圧勝し、テインセインが大統領に選出された（総選挙前に退役）。また新国軍総司令官にはミンアウンフラインが任命された。これはタンシュエが一手に握っていた権力を二分割して、ネ・ウィン時代に目指されていた党軍分離ないし政軍分離が実現した格好だった。

### 民政移管後（2010年 - 2020年）

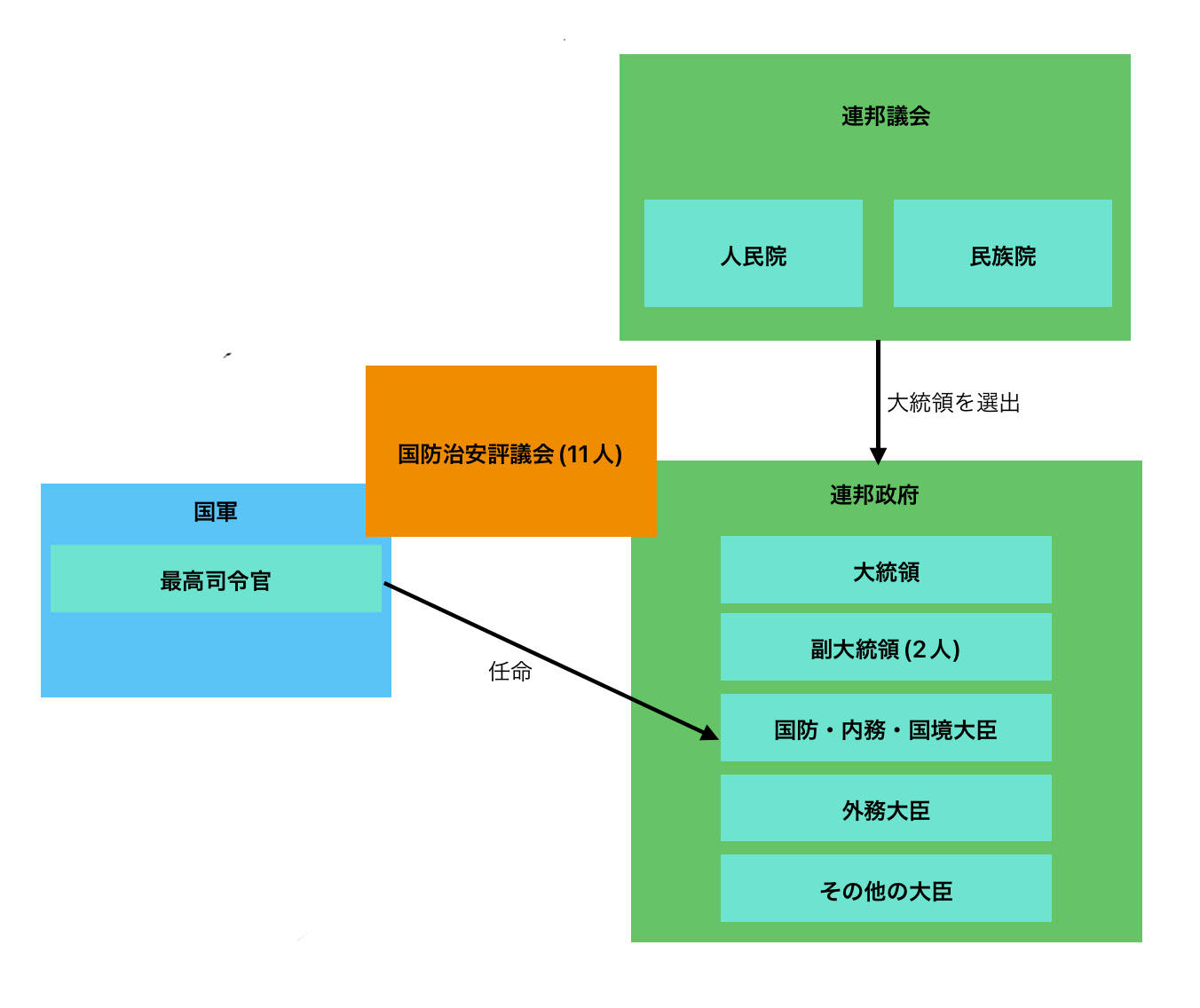
ミャンマーの国家機構図（2011年）

2008年憲法は、ミャンマーの憲法史上初めて「国軍の章」（第7章）が設けられ、第6条6項で「国家が国民政治の実現を目指していく際に、国軍の国民政治への参画を可能とすること」を国家目標の1つに掲げられ、第17条2項で国軍将校の行政機関への出向を認めるなど、大敗した挙句、選挙結果を反故にして国際的信用を著しく落とした1990年総選挙の反省を踏まえ、国軍の政治的関与を大幅に認めたものだった。
他にも（１）連邦議会の両院議員、14の地方議会の25％は軍人議員と定められていたり（第109条、第110条）、（２）大統領の要件として軍事に精通していることが求められたり（第59条4項）、（３）国防相、治安・内務相、国境相の任命権が国軍総司令官にあるとされたり（第232条2項《ハ》）、（４）憲法改正の際には連邦議会の両院議員の75%を超える賛成が必要、つまり軍人議員の賛成が必ず必要とされたり（第436条2項）、（５）非常事態時に強大な権限を有する国防治安評議会の定員11人のうち、6人は国軍関係者だったり（第201条）、国軍優位の規定があった。とはいえ、国軍総司令官の兼務がなくなったことにより、その人事権はかなりの程度縮小しており、国軍と歩調を合わせる与党が存在しなければ、大統領の選出についても立法についても国軍のできることは限定的ではあった。

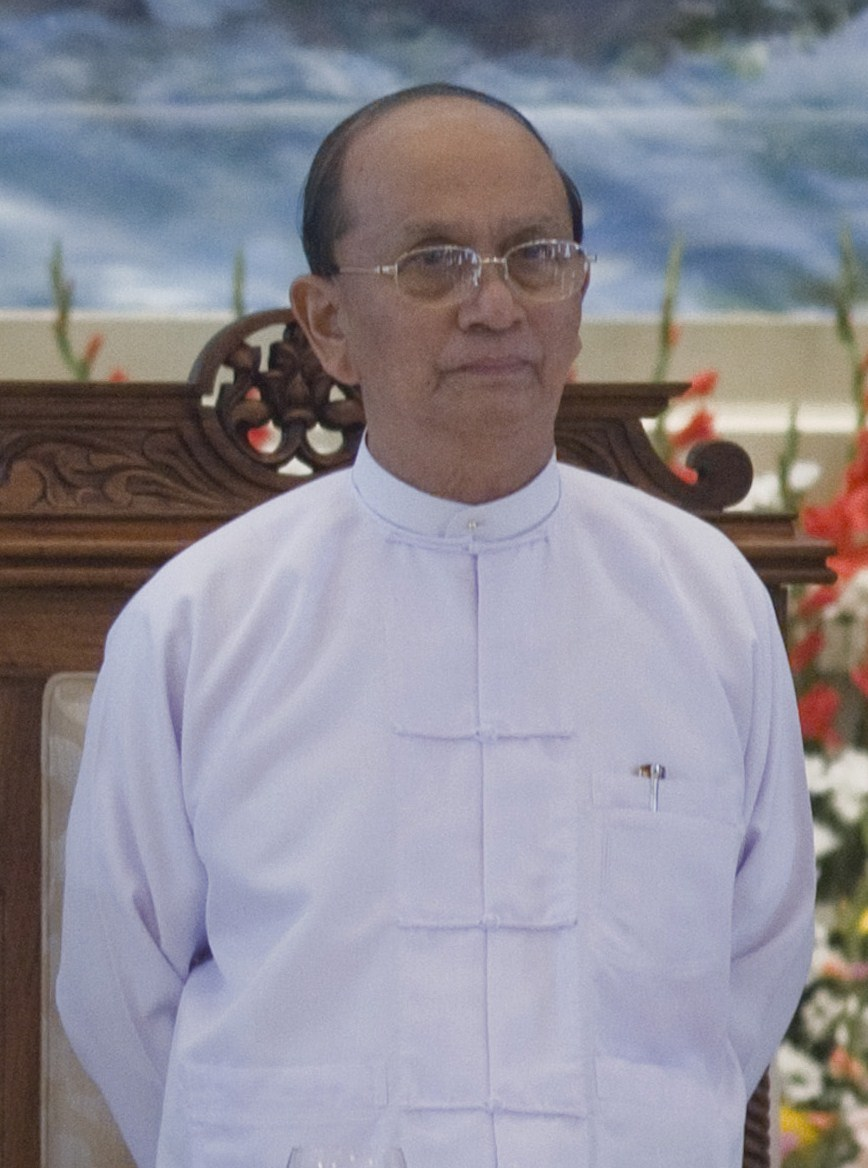
テインセイン

また政治の担い手たちに目を転じると、連邦政府の閣僚のほとんどが退役軍人だったが、USDPの議員のうち退役軍人は、人民院で31人、民族院で15人とさほど多くなく、ビジネス関係者や元公務員が多数派だった。一方、軍人議員は非主流派の中堅将校が中心という構成で、両者は若干色合いが違った。そして大統領に選出されれば、議員も党も辞めなければならないと憲法に規定されていたことからも分かるとおり、この2008年憲法体制は、大統領、与党、国軍のパワーバランスが図られた政治制度だった。
とはいえ、国軍関係者中心の構成には変わりなく、実質軍政と変わらないとして、当初、テインセイン政権に対する期待は高くなかった。しかし、予想されたほど、連邦政府、USDP、軍人議員が一枚岩にならなかったこともあり、にわかに議会活動は活性化していき、2011年7月19日、ネピドーのアウンサンの肖像画の掛かる部屋でテインセインとスーチーの会談が実現すると、一気に改革が加速し始めた。政治犯の釈放、表現・報道の自由拡大、国民民主連盟の政党再登録、住民の反対の声が強かった中国との共同事業・ミッソンダム建設計画の凍結、各種経済改革など矢継ぎ早に改革が進められ、最重要課題だった少数民族武装勢力との和平交渉でも進展があり、2011年から2012年の間に多くの少数民族武装勢力と停戦合意を結び、2015年10月15日には8つの武装組織と全国停戦合意を締結した。
しかし、2015年総選挙でNLDが圧勝したことにより、このパワーバランスが崩れた。スーチーは、外国籍の子供がいるせいで憲法の規定により大統領にはなれなかったはずだったが、国家顧問というポストを創設してその地位に就き、「大統領の上に立つ」と宣言したのである。USDPの議員や軍人議員はもちろんこの案に反対したが、NLDが圧倒的多数を占める議会で賛成多数で可決した。さらに国軍総司令官・ミンアウンフラインは国防治安評議会の開催を再三要求したが、国軍派が過半を占める会議の構成を嫌ってか、スーチーは1度もこれに応じず、国軍との関係は冷えきっていった。
そして2017年のロヒンギャ危機で西側諸国の支持を失ったスーチーは、徐々に中国に接近していった。またスーチーは、国軍の利権構造を破壊しにかかっており、まず内務省総務局（GAD）という地域住民の監視、土地の管理や徴税、住民登録、地域の苦情処理という業務を担当する行政組織を内務省管轄下から大統領直轄下に移動させた。これは国の隅々に張り巡らした、言わば国軍の血脈を奪う行為に等しく、国軍には絶対に受け入れられないことだった。またスーチーは宝石法という法律を改正して取引の透明化を図ったり、国軍との親密な関係にあると言われるカレン国境警備隊（現・カレン民族軍）支配地域内の違法産業を取り締まろうとしたり、国軍の利権に直接メスを入れ始めた。そして2020年には否決覚悟とはいえ、国軍の政治関与を大幅に削減する憲法改正案を議会に提出したのだった。

2010年3月27日、軍政支配下最後の国軍の日の記念式典で、タンシュエはこう述べていた。
「われわれ（軍）は必要とあればいつでも国政に関わる」
「選挙に参加する政党は、民主主義が成熟するまで自制、節度を示すべきだ」
「民主化の誤ったやり方は無秩序を招く」
「失敗すると、国と国民を危険にさらしてしまう」

「外国からの影響力に頼ることは絶対に避けねばならない」

### SAC時代

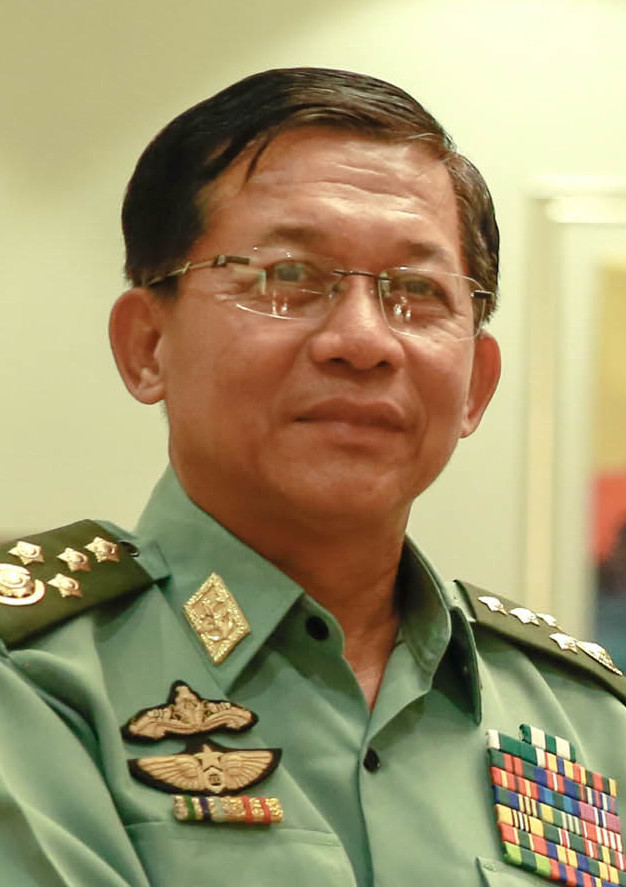
ミンアウンフライン

2020年11月8日に実施された総選挙で、NLDは前回を上回る、改選議席の8割以上に当たる396議席を獲得し圧勝、対するUSDPはまたしても惨敗を喫した。国軍とUSDPは、総選挙に不正があったとして抗議を行ったが、NLDは取り合わず、両者の間には緊張が走った。
そして2021年2月1日、国軍はウィンミン大統領、スーチー国家顧問、NLD幹部、NLD出身の地方政府トップら45人以上の身柄を拘束して、クーデターを起こした。国軍出身のミンスエ第一副大統領が大統領代行（暫定大統領）に就任し、憲法417条の規定に基づいて期限を1年間とする非常事態宣言の発出を命じる大統領令に署名し、国軍が政権を掌握。国軍総司令官のミンアウンフラインに立法、行政、司法の三権が委譲され、国家行政評議会（SAC）が設立され、ミンアウンフラインは、SAC議長と、8月1日に組閣された内閣の首相に就任した。
革命評議会、SLORC/SPDCの過去の軍政と比較すると、SACのメンバーは現役将校が 9人，文民が10人と文民が過半数を占めているのが特徴だった。文民のうち2人は，2010年総選挙への参加を機にNLDを離党した国民民主勢力（NDF）の関係者で、残りの8人はカレン族、ラカイン族、モン族など異なる少数民族の出身だった。件の人事からはさまざまなさまざまな政治勢力や民族に配慮するという国軍の意思が見て取れたが、彼らは国民の反発を完全に見誤っていた。クーデター抗議デモは激化し、国軍は武力をもってこれを弾圧。激しい国際的非難を浴びた。さらに弾圧を逃れたNLD議員が中心となって国民統一政府（NUG）を設立、9月7日には、国軍に対して宣戦布告を宣言し、各国民防衛隊（PDF）・少数民族武装勢力に一斉蜂起を呼びかけ、以降、内戦に突入した。
2023年10月27日、三兄弟同盟が1027作戦を発動し、2024年1月5日にはコーカン自治区のラウカイを攻略。8月3日にはシャン州のラーショーを攻略し（ラーショーの戦い）、同地にある国軍北東軍管区司令部が占拠された。国軍の地方司令部が反政府勢力に占拠されたのは、ミャンマーの内戦史上初のことだった。2024年10月現在、国軍は各地で空爆を行って失地回復を図っているが、劣勢が伝えられている。

## 軍事ドクトリン
現在、国軍は「現代的条件下での人民戦争理論」という軍事ドクトリンを採用している。これは毛沢東の影響を受けた「人民戦争理論」に現代的要素を加味したものである。2016年頃からは、ドクトリンにまでは昇華しなかったものの「標準的な軍隊」が提唱された。2021年クーデター以降、内戦が激化したことにより、徴兵、ピューソーティーの復活、各種民兵組織が設立されているが、いずれもこの「現代的条件下での人民戦争理論」に沿ったものである。

## 組織

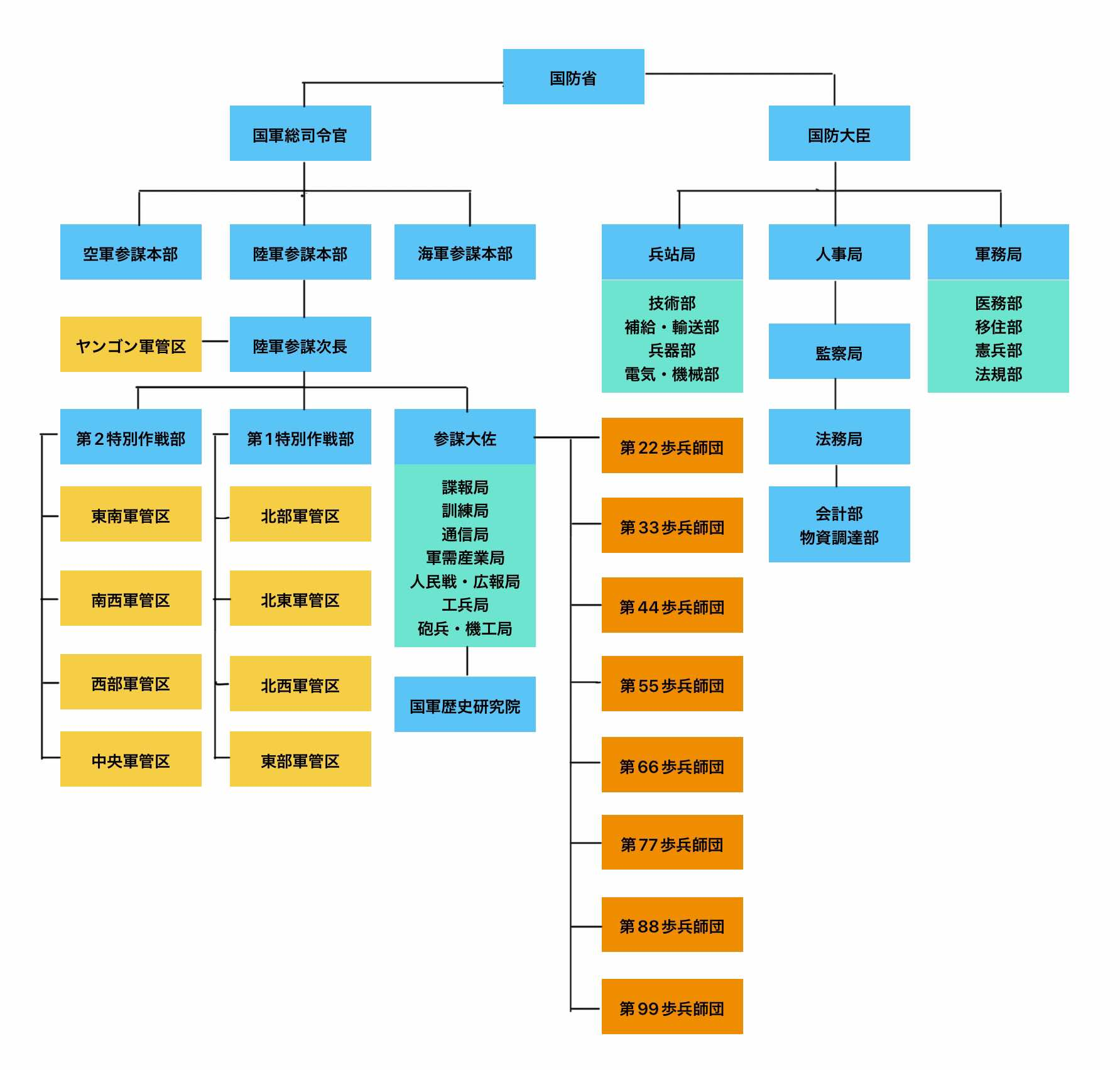
ミャンマー国軍機構図（1988）。中西嘉宏著『軍政ビルマの権力構造』P243

### 組織構成
国軍は、国軍総司令官の下に陸・海・空軍それぞれの参謀次長が置かれ、各軍を統括している。1962年以降は国防大臣を国軍総司令官が兼任したため、実質的な国軍の最高責任者は国軍総司令官で、次が陸軍参謀次長だった。陸・海・空軍のうち陸軍が圧倒的に大きいので、陸軍参謀次長がNo.2になる。他に国防省と陸軍参謀本部の内局全般を統括する国防省の兵站局長と軍務局長、陸軍参謀本部を統括する陸軍参謀大佐、陸軍参謀本部内に設けられた情報局が要職なのだという。要職に就きたければ戦闘経験・指揮経験がなければならないという暗黙の了解があり、幹部まで昇進する者は、地方司令部司令官か、現在は10ある軽歩兵師団団長か、それに準ずる地位に就く必要がある、キンニュンによれば、国軍はトップ1人（国軍総司令官）だけが権力者であり、国軍トップがすべてを決め、決定事項となり、他の者はそれに従わなければならなかったのだという。
人事に関しては、国軍総司令官や陸軍参謀次長の最重要職にはネ・ウィンが信頼する人物が長期間務める傾向があったのに対し、その他の職はパターン化した昇進システムを採用し、昇進から外れた者は、前述したように速やかにBSPP、人民議会、行政機関に出向させてその懐柔を図り、分断人事や諜報機関の監視によって彼らの不満を抑制した。1990年代以降は数々の経済特権もそれに加わる。ネ・ウィン時代は許容されていなかったが、現在は地位を利用して金銭的利益を得ることは黙認される傾向が強いのだという。
国軍の中心である陸軍の基礎となる部隊の単位は歩兵大隊であり、歩兵大隊は4個中隊からなる将校・兵士合わせて800人の部隊だった。1961年までは北部、南部の2軍管区の下、数個大隊ごとに第1旅団から第13旅団までの旅団制が採られていたが、1961年に軍管区制が敷かれ、当初は東南、西南、中央、西北、東部の5軍管区制だったが、1972年にはこれにヤンゴン、北部、東北、西部の4軍管区を加えた9軍管区制となり、さらに1966年には1個師団約10個の大隊で構成される陸軍の直轄の歩兵師団が設立され、兵力も10万人から1980年代末には20万人に拡大した。さらに2010年までに陸軍の特別作戦部が2から6へ、軍管区が9から13へ、歩兵師団が８から10へ拡大、兵力も1992年には27万人、2007年には40万人に拡大した。兵士の供給源となっているのは、ドライゾーンと呼ばれるミャンマー中央部の貧困地域で、口減らし目的で国軍に入隊したり、あるいは強制的に入隊させられていたのだという。
| 氏名                       | 在任期間                      | 前職                         | 備考                                                       |
| -------------------------- | ----------------------------- | ---------------------------- | ---------------------------------------------------------- |
| アウンサン少将             | 1945年 - 1947年7月19日        |                              |                                                            |
| ボーレッヤ准将             | 1947年 - 1948年               |                              |                                                            |
| スミス・ドゥン中将         | 1948年1月4日 - 1949年1月31日  |                              | カレン族                                                   |
| ネ・ウィン大将             | 1949年2月1日 - 1972年4月20日  |                              |                                                            |
| サンユ大将                 | 1972年4月20日 - 1974年3月1日  | 陸軍参謀次長                 | 1981年大統領                                               |
| ティンウー大将             | 1974年3月1日 - 1976年3月6日   | ビルマ国防次官兼陸軍参謀次長 | 日本軍政期士官学校第3期生 国民民主連盟（NLD）副議長        |
| チョーティン大将           | 1976年3月6日 - 1985年11月3日  | 陸軍参謀次長                 | 第4ビルマ・ライフル部隊出身                                |
| ソウマウン上級大将         | 1985年11月4日 - 1992年4月22日 | 陸軍参謀次長                 | 士官訓練学校（OTS）第6期生                                 |
| タンシュエ上級大将         | 1992年4月22日 - 2011年3月30日 | 陸軍参謀次長                 | 士官訓練学校（OTS）第9期生                                 |
| ミンアウンフライン上級大将 | 2011年3月30日 -               | 陸海空軍統合参謀長           | 国軍士官学校（DSA）第19期生 2021年のクーデターで三権を掌握 |

### 軍諜報機関
陸海空の三軍とならび、軍諜報局は国軍史において非常に重要な役割を果たしてきた。過去にティンウー、キンニュンという強大な権力者が擁し、ミャンマーを時に「ビッグ・ブラザー」とも称される監視社会に築き上げた。2004年にキンニュンが失脚した後、しばらく権限が縮小されたが、2021年クーデターを機に再び権限が大幅に拡大されていると伝えられている。

### 徴兵制度
国軍は伝統的に志願兵に依存してきた。2008年憲法で国民に徴兵義務が課せられ、2010年にはミャンマー連邦市民兵役法が制定されたが、実施されていなかった。しかし2024年2月10日、SACは徴兵制の実施に踏み切った。

### 準軍事組織
国軍には、国境警備隊（BGF）、ピィトゥシッ、ピューソーティーなどさまざまな形態の民兵組織があり、実質、補助的な準軍事組織として機能している。

## 教育機関
軍事訓練は国軍の2番目の任務であるとも言われる。ちなみに1番目は戦闘任務、3番目は公共事業である。軍事訓練は平時における国軍のもっとも重要な業務であり、戦闘準備を達成する鍵である。国軍は時代のニーズに応じて教育機関を設立・拡張してきた。ただ2021年クーデター以降は、志願者が激減していると伝えられる。

## 予算

### 国防予算
1950年代初頭に反乱軍を鎮圧したことにより、国軍上層部は反乱鎮圧に関心を払わなくなったため、1962年から1970年代半ばまで国防予算の規模が10億チャットを超えることはなく、微増に留まっていた。海外援助の受け入れを開始して政府予算が拡大する1980年代以降も、政府支出全体の増加幅に比べれば国防予算のそれは小さく、政府予算に占める国防予算の割合はむしろ低下していた。1969年まで年に1回開催されていた国軍大会では、各軍区司令部からは兵器・弾薬の不足、通信機器、輸送用車両の不足、恩給制度の不備、給料の遅配が報告されていた。1950年代半ばから1960年代半ばまでは、予算不足による兵器・弾薬不足、訓練不足、それに端を発する戦闘の危険性・困難の高まりが原因で、毎年2000人、多い時で5000人近くの脱走者を出しており、常に人員不足の状態にあった。戦死者も、CPBが弱体化して、国軍が攻勢に出始めた1980年代以降急増し、1982年から1986年の年平均戦死者数は888.6人に及び、これは1960年代後半における戦死者数の約2.5倍だった。予算制約にともなう物的・人的限界は、作戦遂行に支障をきたすほどだったのだという。しかし、1988年にSLORC成立した後は、GDPに占める割合はやはり約4％程度に留まっていたものの1990年代と2000年代は国防予算の絶対額は着実に拡大し、特に国防予算に占める資本支出（設備投資など）の割合は、1980年代末10％代だったものが、1991年には30％代に達し、2009年、2010年には資本支出が経常支出を上回るまでになった。絶対額も2003年には1988年の4倍になっている。これは国防予算増加分は主に資本支出が占めていることを示唆するもので、軍需産業施設を含む国防省関連施設の建設や兵器・弾薬の購入に充てられていたものと考えられる。2021年のクーデター後は軍事費は増加の一途を辿っており、2022年から2023年にかけて、SACは国軍に総額4兆チャット以上を支給し、同年11月にさらに4,400億チャットを支給した。 2023年～2024年度の軍事予算は5兆6000億チャット（約27億米ドル）を超え、前年度の当初配分額から3兆7000億チャット増加し、ミャンマーの国家予算の25％以上を占めるに至った。

### 経済活動
国軍は国防費を補うためにさまざまな経済活動に進出している。ミャンマー・エコノミック・ホールディングス（MEHL）とミャンマー経済公社（MEC）という2つの国軍系企業は、傘下に多数の企業を収め莫大な利益を上げており、これらの企業群は国防予算とは別の国軍の貴重な収入源となると同時に退役軍人の出向先となり、国軍の重要な「利権」となっている。

## 軍備
兵器は国産と輸入があるが、国産は「カパサ」と呼ばれるミャンマー国防産業局(DDI)で生産され、国軍の火力の半分を供給しているとされる。輸入については、8888民主化運動により西側諸国から経済制裁を受けるまで、アメリカ、イギリス、西ドイツ、ユーゴスラビア、イスラエルなど東西両陣営のさまざまな国から兵器はを輸入していた。ただ1950年代にほとんどの反乱軍を国境地帯に追いやったことから、前述したように国軍上層部は反乱鎮圧に関心を払わなくなり、国軍の主要な兵器調達のほとんどは、1950年代と1960年代初めに行われ、その後1990年代に入るまでほとんど更新されず、兵器の近代化は大幅に遅れていた。
8888民主化運動後、西側諸国からの兵器全面禁輸に直面した国軍は、中国に活路を求めた。1989年、当陸軍参謀次長だったタンシュエが中国を訪問して14億ドルの兵器取引契約を結び、1987年から1997年の間にミャンマーが輸入した13億8000万ドルの兵器のうち、実に80％が中国製だった。他にもイスラエル、北朝鮮、パキスタン、ポーランド、ロシア、シンガポール、ユーゴスラビアから兵器を輸入し、その内容も弾薬、軽火器、重携行火器、輸送用装備などの戦力維持目的とするものに留まらず、装甲兵員輸送車、大砲、対空(AA)兵器、ヘリコプター、軽攻撃機などの正規戦を想定した戦力増強、高度化を意図するもの、コルベット、フリゲート、ミサイル装備の巡視艇、武装ヘリコプター、超音速戦闘機、多連装ロケット発射などの新兵器と多岐に渡り、これまで軽視されてきた海空軍の強化も図られた。2001年と2009年にはロシアからミグ29を、それぞれ12、20機購入している。また北朝鮮の支援を受けたトンネル建設や核兵器開発疑惑が持ち上がったこともある。

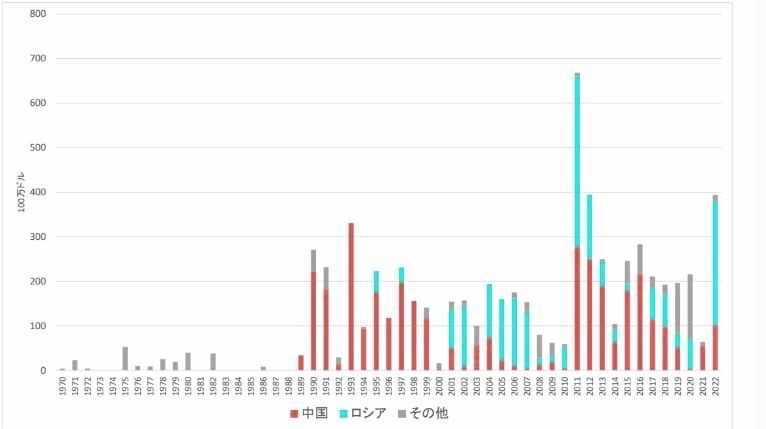
ミャンマーの武器調達先

2000年代に入ると、国軍は主要な兵器輸入先を中国からロシアに切り替え、その後もインドや韓国など輸入先の多角化を図っていた。2021年クーデター以降は、ロシアとの関係はますます緊密になり、ユソフ・イサーク研究所（ISEAS）のレポートによると、2021年～2022年の間に国軍に対して、ロシアが2億7600万米ドル相当の物資を供給したのに対し、中国は1億5600万米ドル相当、国連の報告書によると、同じ期間にロシアはミャンマーに4億600万米ドル相当の防衛物資を移転したのに対し、中国は2億6700万米ドル相当で2位だった。
2021年クーデター以降の内戦では、ドローンが重要な役割を果たしている。当初、反政府勢力が市販のドローンと3Dプリンターで作った部品を組み合わせた自家製ドローンを生産・使用して戦果を上げていたが、2023年の1027作戦で手痛い敗北を喫した国軍はドローンの重要性に気づき、ドローン専門の部隊を新たに編成し、徴集兵の基礎訓練にドローン戦術を導入、数百機のドローンを兵器化した。ロシアや中国からドローンやその部品を輸入し、非常に高品質のドローン用弾薬を積んでいるとされる。2024年からは妨害装置の導入と、中国がドローンを含む軍民両用物品のミャンマーへ輸出を規制したことにより、ドローン戦において、むしろ国軍が優位に立っていると伝えられる。2024年1月にはPDF・EAOが130回以上のドローン攻撃を実施したのに対し、国軍はわずか5～6回だったが、2025年2月には、その数が初めて逆転し、国軍によるドローン攻撃が50回近くだったのに対し、PDF・EAOによるドローン攻撃は40回未満だった。

### 陸軍
「ミャンマー陸軍の装備品一覧」を参照

### 海軍
「ミャンマー海軍艦艇一覧」も参照

## 国民の評判
ミャンマー人の大半が仏教徒であるため、軍人という職業は一般にあまり人気がない。しかし独立当初はイギリスや日本から独立を勝ち取ったということで、国軍は国民の尊敬の念を集めていた。国軍の前身・ビルマ独立義勇軍（BIA）を率いていたアウンサン(アウンサンスーチーの父)以下、30人の同志たちは、現在でも国民の英雄である。
独立後は、ビルマ共産党（CPB）や少数民族武装勢力などの反乱から国土を守ったということで、国民の支持はいっそう高まった。当時、ネ・ウィンは戦力不足を補うために、国内の有力者の協力の下、兵士を募ったのだが、国軍への支持が高かったので、比較的円滑に行われたのだという。1958年～1960年のネ・ウィン選挙管理内閣の評判も上々で、1962年にネ・ウィンがクーデターを起こして政権を奪取した時も、政党政治の混乱を収めてくれると歓迎する声が多かったのだという。
しかし、ビルマ式社会主義の下、経済状況・生活環境が悪化すると、国軍の評価は徐々に低下していき、国軍の呵責のない攻撃・弾圧を受けた、国境地帯に住む少数民族の人々は、国軍に対して憎悪さえたぎらせるようになった。それでも8888民主化運動までは、国民は無能な軍事政権と国軍を区別しており、国軍は庶民にも出世の機会を与えてくれる貴重な存在で、国軍士官学校（DSA）への志願者は引きも切らず、専門性があり、汚職が少なく、団結心が強いという評価だった。
しかし、8888民主化運動の際の国軍による激しい弾圧は、国民の幻滅を生み、その後のスーチーや政治犯に対して繰り返された人権侵害、2007年のサフラン革命時の僧侶に対する暴力、2008年のサイクロン・ナルギスの際の救助の遅れは、さらに国軍の評価を低下させた。ミャンマー政治の専門家・中西嘉宏によると、「そもそも民族解放のために戦った軍隊として尊敬を集めていた国軍が、民衆の抑圧者と認識されるようになったことに対する問題意識は軍内でも広がっていた」のだという。
これに対して国軍は歴史教育において愛国心を強調したり、連邦団結発展協会（USDA）などさまざまな国軍派の社会団体を結成したり、全国規模のプロパガンダキャンペーンを展開したりして、国軍の評価回復に努めたが、国民民主連盟（NLD）が参加しなかった2010年総選挙を除いた、1990年総選挙、2015年総選挙、2020年総選挙で国軍派政党が惨敗したことに鑑みるに、その効果は疑わしい。2021年のクーデター以降は、国軍の評価は最底辺にまで落ちこみ、国軍士官学校の志願者も激減している。